# Gatson Ridge
Gatson Ridge är en bergstopp i Antarktis. Den ligger i Östantarktis. Australien gör anspråk på området. Toppen på Gatson Ridge är 1 158 meter över havet.
Terrängen runt Gatson Ridge är huvudsakligen kuperad, men åt nordost är den platt. Trakten är obefolkad. Det finns inga samhällen i närheten.